# Mantidactylus leucocephalus
Mantidactylus leucocephalus é uma espécie de anfíbio da família Mantellidae.
É endémica de Madagáscar.
Os seus habitats naturais são: florestas subtropicais ou tropicais húmidas de baixa altitude, plantações e florestas secundárias altamente degradadas.
Está ameaçada por perda de habitat.